# فرودگاه آنتونیو ماکئو
فرودگاه آنتونیو ماکئو (به انگلیسی: Antonio Maceo Airport) یک فرودگاه همگانی با کد یاتا SCU است که یک باند فرود آسفالت دارد و طول باند آن ۴۰۰۲ متر است. این فرودگاه در کشور کوبا قرار دارد و در ارتفاع ۷۶ متری از سطح دریا واقع شده است.

## شرکت‌های هواپیمایی و مقصدهای پروازی
| شرکت‌های هواپیمایی     | مقصدهای پروازی                                                                |
| --------------------- | ----------------------------------------------------------------------------- |
| آئروگاویوتا           | خوزه مارتی، نورمن مانلی                                                       |
| ایر کارائیب           | اورلی                                                                         |
| امریکن ایرلاینز       | چارتر: میامی                                                                  |
| انووی ایر             | چارتر: میامی                                                                  |
| بلو پاناروما ایرلاینز | لئوناردو دا وینچی-فیومیچینو                                                   |
| هواپیمایی کوبا        | خوزه مارتی، مونترآل-پییر الیوت ترودو، توسن لوورتور، لا امریکاس، پیرسون تورنتو |
| اینترکارابین ایرویز   | پراویدنشیالز                                                                  |
| سان‌رایز ایرویز        | توسن لوورتور                                                                  |